# اختبار الإنفلونزا التشخيصي السريع

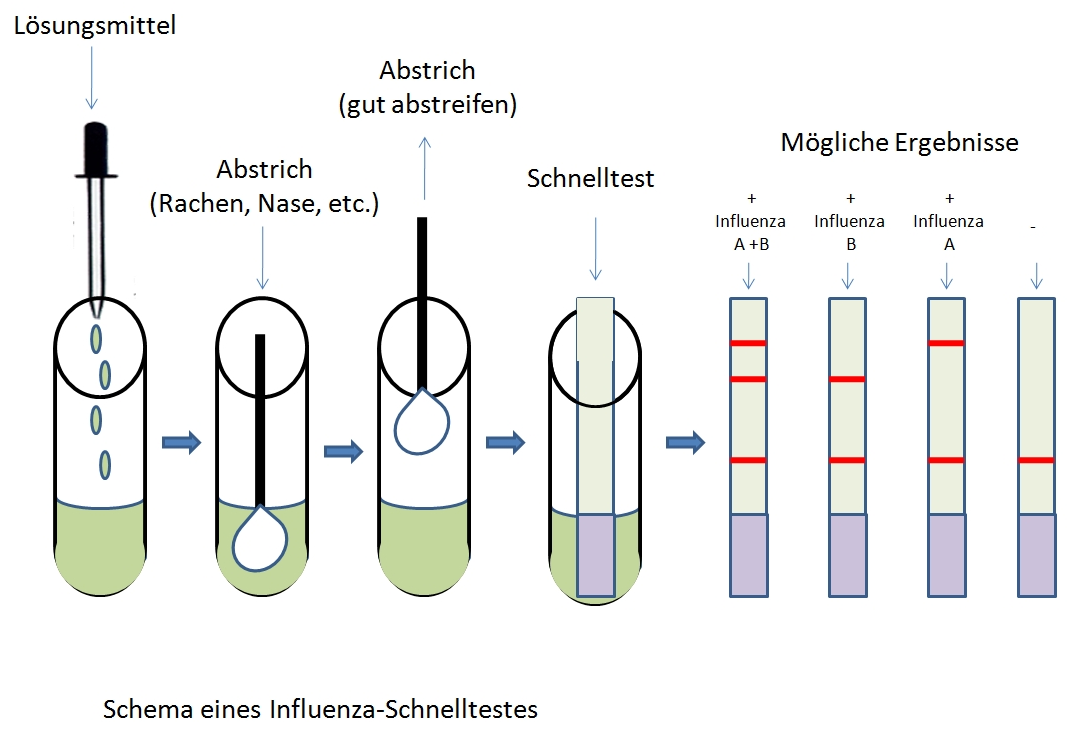

اختبار الإنفلونزا التشخيصي السريع (بالإنجليزية: Rapid influenza diagnostic test)‏ ومختصره (RIDT) هو اختبار تشخيص سريع معتمد على الكشف عن المستضد الذي يكشف عن مستضد البروتين النووي للنزلة الوافدة. الاختبار المتوفر تجاريا يمكن أن يعطي نتائج خلال أقل من 30 دقيقة.
في دراسة نشرتها نيو إنغلاند جورنال أوف ميديسين أن اختبارا واحدا يعطي نتائج خاطئة بنسبة 49٪ في المرة، ما يعني أنه يكشف عن فيروس الإنفلونزا أ H1N1 بنسبة 51٪ فقط في المرة الواحدة. في دراسة أخرى نشرتها دورية (Journal of Clinical Virology) وجدت أن الفحص يعطي نتائج خاطئة بنسبة 82.2٪ في الاختبار، ما يعني أنه يكشف عن H1N1 بنسبة 17.2٪ فقط لا غير.
في دراسة لـ(الأمراض المعدية الناشئة) نشرتها مراكز مكافحة الأمراض واتقائها وجدت أن اختبار يعطي نتائج خاطئة بنسبة 88.9٪ في الاختبار، ما يعني أنه يكشف عن H1N1 بنسبة 11.1٪ فقط.